# Bembecia parthica
Bembecia parthica is een vlinder uit de familie wespvlinders (Sesiidae), onderfamilie Sesiinae.
Bembecia parthica is voor het eerst wetenschappelijk beschreven door Lederer in 1870. De soort komt voor in het Palearctisch gebied.